# 1692 en santé et médecine
| Années de la santé et de la médecine : 1689 - 1690 - 1691 - 1692 - 1693 - 1694 - 1695    |
| Décennies de la santé et de la médecine : 1660 - 1670 - 1680 - 1690 - 1700 - 1710 - 1720 |

Cet article présente les faits marquants de l'année 1692 en santé et médecine.

## Événements
- Olof Rudbeck le Jeune (1660-1740), explorateur, naturaliste et médecin suédois, devient professeur à l'Université d'Uppsala et succède ainsi à son père Olof Rudbeck (1630-1702)[1].

## Publications
- Thomas Sydenham : Processus intégri  (Le processus de guérison), posthume.